# Мацеёвский, Самуил
Самуил Мацеёвский (пол. Samuel Maciejowski, 15 января 1499 — 26 октября 1550) — польский церковный и государственный деятель, каноник краковский и гнезненский, секретарь Сигизмунда I Старого с 1532 года, секретарь великий коронный (с 1537 года), епископ хелмский с 17 октября 1539 года по 22 августа 1541 год, епископ плоцкий с 22 августа 1541 года по 19 июня 1546 год и епископ краковский с 19 июня 1546 года по 26 октября 1550 год, подканцлер коронный (1539—1541), канцлер великий коронный (1541—1550).

## Биография
Представитель польского шляхетского рода Мацеевских герба «Циолек». Самуил Мацеевский начал карьеру с 1518 года в качестве нотариуса в канцелярии польского короля Сигизмунда I Старого. В 1522 году он был отправлен епископом Петром Томицким на учёбу в Падуанский университет, где в 1522—1524 годах изучал философию и риторику. В 1529—1530 годах учился в Болонском университете. В 1530 году был рукоположен в священники в 1530 года, в том же стал каноником краковским.
В 1539 году Самуил Мацеевский был назначен подканцлером коронным. Сторонник короля польского и великого князя литовского Сигизмунда Августа. Когда на сейме обсуждался тайный брак польского короля с Барбарой Радзивилл, епископ Мацеевский высказался за сакраментальную важность этого брака. В 1541 году он был назначен канцлером великим коронным.
17 октября 1539 года Самуил Мацеевский получил сан епископа хелмского. 22 августа 1541 года он стал епископом плоцким, а 19 июня 1546 года — епископом краковским. В сане епископа краковского заботился об уровне образования духовенства, был сторонником мягкого поведения в отношении иноверцев. В 1546 году приказал проводить визитацию краковской епархии, которая, по его замыслу, должна была ограничить влияние Реформации, но из-за кротости епископа эта цель не была достигнута. В 1547 году организовал епархиальный синод в Вислице. К сожалению, постановления этого синода не сохранились в документах.
Построил в 1547 году резиденцию в Бялом Праднике в Кракове, где собирал вокруг себя учёных и поэтов. Атмосферу этих научных и литературных диспутов описал в "Dworzaninie polskim " писатель и поэт Лукаш Горницкий, служивший писарем в канцелярии епископа. Сам епископ Самуил Мацеевский был прекрасным знатоком латинского и греческого языков.
26 октября 1550 года Самуил Мацеевский скончался, он был похоронен в погребальной часовне Девы Марии Снежной в Вавельском кафедральном соборе, покоится в ней вместе со своими племянником, также епископом краковским Бернардом Мацеевским.